# Fast Local Internet Protocol
Das Fast Local Internet Protocol (FLIP) ist ein Datagrammdienst, der seinen Nutzern gegenüber anderen Protokollen wie etwa TCP/IP einige zusätzliche oder verbesserte Dienste, wie etwa reliable Multicast, verbesserte Sicherheitsleistungen und eine Unterstützung für Prozessmigration bietet. Es kann bis zu 1 GB große Datagramme verschicken.
FLIP wird zur Kommunikation zwischen den verteilten CPU-Einheiten eines Amoeba-Systems eingesetzt.